# San Felipe de Vichayal
San Felipe de Vichayal es un pueblo peruano, capital del distrito homónimo, perteneciente a la provincia de Paita del departamento de Piura, al norte del Perú.

## Demografía
En el 2017 San Felipe de Vichayal tenía una población de 2243 habitantes según el INEI.
| Gráfica de evolución de San Felipe de Vichayal entre 1993 y 2017 |
|                                                                  |
| Fuentes: Población 1993 y 2017                                   |